# Badminton-Bundesliga 2021/22
Die Badminton-Bundesliga-Saison 2021/2022 war die 51. Spielzeit der Badminton-Bundesliga. Am Start waren elf Mannschaften. Die ersten beiden Mannschaften der Liga qualifizierten sich direkt für das Final Four. Die Plätze 3 bis 6 spielten in einem Play-off die beiden verbliebenen Plätze zum Final Four aus. Die beiden Tabellenletzten stiegen direkt in die 2. Bundesliga ab. Der Tabellenneunte spielte zusammen mit den beiden Aufsteigern aus der 2. Bundesliga Nord und Süd um den Verbleib in der 1. Bundesliga.

## Hauptrunde
| Platz | Verein                    | Gespielt | Punkte | GEW | VER | Spiele |
| ----- | ------------------------- | -------- | ------ | --- | --- | ------ |
| 1     | 1. BC Wipperfeld          | 20       | 49     | 18  | 2   | 109:31 |
| 2     | SV Fun-Ball Dortelweil    | 20       | 47     | 16  | 4   | 108:32 |
| 3     | 1. BC Bischmisheim        | 20       | 41     | 16  | 4   | 96:44  |
| 4     | SC Union 08 Lüdinghausen  | 20       | 33     | 11  | 9   | 85:55  |
| 5     | TV Refrath                | 20       | 29     | 11  | 9   | 77:63  |
| 6     | Blau-Weiss Wittorf        | 20       | 25     | 9   | 11  | 72:68  |
| 7     | TSV Neuhausen-Nymphenburg | 20       | 21     | 7   | 13  | 62:78  |
| 8     | SG Schorndorf             | 20       | 19     | 9   | 11  | 55:85  |
| 9     | 1. BC Beuel               | 20       | 19     | 8   | 12  | 51:89  |
| 10    | TSV Trittau               | 20       | 12     | 4   | 19  | 40:100 |
| 11    | SV GutsMuths Jena         | 20       | 5      | 1   | 19  | 15:125 |

## Playoff
Nach Abschluss der regulären Punktrunde wurde die Meisterschaft über die Final Four ausgespielt. Hierbei qualifizierten sich die ersten beiden Teams der Hauptrunde direkt für die Final Four. Die Plätze 3 bis 6 spielten zuvor in einem Play-off-Viertelfinale die beiden verbliebenen Plätze für die Final Four aus. Der Drittplatzierte trat dabei gegen den Sechstplatzierten an und der Viertplatzierte spielte gegen den Fünftplatzierten der Hauptrunde.

### Viertelfinale
| Datum      | Heim                  | Gast               | Ergebnis |
| ---------- | --------------------- | ------------------ | -------- |
| 27.03.2022 | 1. BC Bischmisheim    | Blau-Weiss Wittorf | 4:3      |
| 27.03.2022 | SC Union Lüdinghausen | TV Refrath         | 4:0      |

## Final Four
Beim Final Four Event trafen am 22. und 23. April 2022 in der Hanns-Martin-Schleyer-Halle in Stuttgart die beiden Bestplatzierten Teams der Hauptrunde auf die beiden Gewinner der Viertelfinal-Play-offs. Im Halbfinale spielte der Hauptrundensieger gegen den rangniedrigeren der Play-off-Gewinner. Der Hauptrundenzweite traf auf den ranghöheren der Play-off-Gewinner. Mit einem 4:3-Sieg gewann der 1. BC Wipperfeld erstmals den Titel bei den Deutschen Mannschaftsmeisterschaften.

### Halbfinale
| Datum      | Heim                   | Gast                  | Ergebnis |
| ---------- | ---------------------- | --------------------- | -------- |
| 22.04.2022 | 1. BC Wipperfeld       | SC Union Lüdinghausen | 4:2      |
| 22.04.2022 | SV Fun-Ball Dortelweil | 1. BC Bischmisheim    | 3:4      |

### Finale
| Datum      | Heim             | Gast               | Ergebnis |
| ---------- | ---------------- | ------------------ | -------- |
| 23.04.2022 | 1. BC Wipperfeld | 1. BC Bischmisheim | 4:3      |